# Championnat d'Islande de football 1918
Navigation
Saison précédente Saison suivante
La saison 1918 du Championnat d'Islande de football était la 7e édition de la première division islandaise.
4 clubs participent au championnat. C'est le club de Fram Reykjavík qui remporte le championnat, c'est son 6e titre, le 6e d'affilée.

## Les 4 clubs participants
- KR Reykjavik
- Fram Reykjavik
- Valur Reykjavík
- Vikingur Reykjavik

## Compétition

### Classement
Le barème de points servant à établir le classement se décompose ainsi :
- Victoire : 2 points
- Match nul : 1 point
- Défaite : 0 point

| Rang | Équipe             | Pts | J | G | N | P | Bp | Bc | Diff |
| ---- | ------------------ | --- | - | - | - | - | -- | -- | ---- |
| 1    | Fram Reykjavik T   | 6   | 3 | 3 | 0 | 0 | 14 | 5  | +9   |
| 2    | Vikingur Reykjavik | 4   | 3 | 2 | 0 | 1 | 11 | 8  | +3   |
| 3    | Valur Reykjavík    | 2   | 3 | 1 | 0 | 2 | 4  | 8  | -4   |
| 4    | KR Reykjavik       | 0   | 3 | 0 | 0 | 3 | 4  | 12 | -8   |

|  | Champion d'Islande 1918 |

### Matchs
Tous les matchs ont eu lieu au stade de Melavöllur à Reykjavik.
| Résultats (▼dom., ►ext.)                                   | Fra | Vik | Val | KR  |
| Fram Reykjavik                                             |     | 6-3 | 2-1 | 6-1 |
| Vikingur Reykjavik                                         |     |     | 5-0 | 3-2 |
| Valur Reykjavík                                            |     |     |     | 3-1 |
| KR Reykjavik                                               |     |     |     |     |
| - Victoire à domicile - Match nul - Victoire à l'extérieur |     |     |     |     |

## Bilan de la saison
| Tableau d'Honneur                 |                |
| Compétition                       | Vainqueur      |
| Championnat d'Islande de football | Fram Reykjavik |